# Capillaria navoneae
Espèce
Synonymes
- Capillaria navonae Timi, Rossin & Lanfranchi, 2006 (cacographie)

Capillaria navoneae est une espèce de nématodes de la famille des Capillariidae, parasite de poissons.

## Hôtes
Capillaria navoneae parasite le tube digestif du congre Conger orbignianus.

## Répartition
L'espèce est connue de poissons d'Argentine.

## Taxinomie
L'espèce est décrite en 2006 par les parasitologistes Juan T. Timi, María A. Rossin et Ana L. Lanfranchi. Elle est alors placée dans le sous-genre Capillaria (Procapillaria) par les descripteurs. En 2014, à l'occasion de la description de Capillaria plectropomi, le parasitologiste tchèque František Moravec et le français Jean-Lou Justine déplacent l'espèce pour le sous-genre Capillaria (Neocapillaria).